# Oligochoerus conops
Oligochoerus conops är en plattmaskart som beskrevs av Beklemischev 1963. Oligochoerus conops ingår i släktet Oligochoerus och familjen Convolutidae. Inga underarter finns listade i Catalogue of Life.